# 聖德勵中學 (路易斯安那州門羅)
聖德勵中學（英語：St. Frederick High School）是美國路易斯安那州門羅的一所私立天主教中學，建於1964年。
該校為大學預科學校，招收7至12年級學生。

## 外部連結
- School Website （页面存档备份，存于）